# ギコナビ
ギコナビ（gikoNavi）は、Microsoft Windowsで動作する2ちゃんねるブラウザである。開発に使用されている言語はDelphi（Kylix）、オープンソースで開発がされている。

## 概要
数ある2ちゃんねるブラウザの中でも古参の1つであり、公式サイトでのバージョンアップのペースは3ヶ月～半年程度だった。
datファイルはJaneシリーズと同じ形式。そのためJaneのdatログをギコナビで読むことが可能。ただし、ギコナビはidxファイルを使用せず、ログフォルダのディレクトリ形式も違うため、それぞれのログフォルダを相対パスで同一に指定しdatを共有することは出来ない。あくまでJaneのdatをギコナビのログフォルダにコピーして読める、というだけのことである。

## 歴史
2000年8月2日に制作が開始され、批判要望板に2000年11月19日に立てられたスレッドにより、ヒロユキ＠ギコナビによりギコナビのバージョンα001が公開された。2001年11月26日にβ版が公開され、2003年2月17日からはバージョン名はバタとなっている。
しかし、 2011年11月27日のﾊﾞﾀ63のリリースを最後に、公式によるバージョンアップ版のリリースは行われておらず、開発は事実上ストップしている。
その後の発生した２ちゃんねるの仕様変更及びしたらば掲示板の移転等への対応は、2chソフトウェア板のギコナビスレにて有志によって行われていた。
そして、その有志による「ギコナビ(避難所版)」が立ち上げられ、ﾊﾞﾀ63以降の開発を引き継ぐ形で開発が継続されていたが2015年に更新停止。
2023年から「ギコナビ避難所II」としてGitHubで更新が再開された。